# Mirage (Klaus-Schulze-Album)
Mirage ist das achte Album des deutschen Musikers Klaus Schulze. Es wurde im Jahr 1977 aufgenommen und veröffentlicht und erschien bei manchen Veröffentlichungen mit dem Untertitel Eine akustische elektronische Winterlandschaft. Das Album wurde insgesamt dreimal offiziell veröffentlicht – 1977, 2005 und 2018.
Ähnlich Klassischer Musik sind die beiden Hauptstücke in sechs Sätze aufgeteilt.

## Titelliste
- Geschrieben und arrangiert von Klaus Schulze

1. Velvet Voyage – 28:16
2. Crystal Lake – 29:15
3. In cosa crede chi non crede? – 19:39

Bei der Wiederveröffentlichung des Albums 2005 wurde In cosa crede chi non crede? als Bonustitel beigefügt. Es handelt sich dabei um ein bisher unveröffentlichtes Stück aus dem Jahr 1976. 2018 wurde es wieder entfernt.
| Professionelle Bewertung | Professionelle Bewertung |
| ------------------------ | ------------------------ |
| Quelle                   | Bewertung                |
| Allmusic                 | [ 2 ]                    |

## Besetzung
- Klaus Schulze – Synthesizer, Keyboards

## Produktion
- Produktion von Klaus Schulze